# Lluis Xabel Álvarez
Lluis Xabel Álvarez Fernández, conocido también por el apodo de Texuca, (Sama de Langreo, 1948) es un filósofo, escritor y profesor de la Universidad de Oviedo.

## Trayectoria
Cursó sus estudios en las universidades de Valencia y de Oviedo, licenciándose en Filosofía en 1970. Se incorporó al departamento de Filosofía en 1972, donde en concreto se dedicó a dar clases de Lenguaje, Estética y Filosofía del arte, campos donde más se ha desempeñado. Fue uno de los cofundadores del Conceyu Bable en 1974. En 1977 colaboró en la creación de la Sociedad Asturiana de Filosofía, de cuya primera Junta directiva formó parte. En 1982 obtuvo el doctorado con la tesis "Gnoseología de las teorías estéticas contemporáneas", dirigida por Emilio Lledó. Ha realizado visitas y seminarios en las universidades de Duke, Princeton y el Humanities Center (North Carolina). También fue profesor visitante en la Universidad de Turín entre 1988 y 1989, cuando estuvo colaborando con el filósofo italiano Gianni Vattimo. Desde 2012 es catedrático de Estética y Teoría de las Artes de la Universidad de Oviedo.
De su obra como escritor tiene un libro de poemas en asturiano: Poemes y tornes (1990), además del ensayo Diálogu de Pumarín y otros trabayos de razón local (1999). Su discurso poético está influido por el celtismo de Yeats y las elegías de Rilke. Ha publicado artículos, entre otros medios, en El País, Revista de Occidente, Lletres asturianes, Claves de la razón práctica y Rivista di Estetica.
Es académico de la Academia de la Lengua Asturiana desde su constitución en 1981 y en diversos artículos viene refiriéndose a cuestiones relacionadas con la identidad cultural asturiana. Además, es miembro de la Sociedad Internacional de Estética y fundador y director de la asociación cultural S.E.Y.S (Seminario de Estética y Semiótica).
Es miembro del jurado de los Premios Príncipe de Asturias.

## Vida personal
Está casado con Amelia Valcárcel.

### Creación
- Poemes y tornes", Academia de Llingua Asturiana, Oviedo, 1990. ISBN 84-86936-22-5.

### Ensayo
- La Universidad de Asturias, Salinas : Ediciones Ayalga, 1978, (Colección Popular asturiana ; 45) ISBN 84-7411-052-1
- Signos estéticos y teoría, crítica de las ciencias del arte, Anthropos, Barcelona, 1986. ISBN 9788476587379
- Escritos sobre estética y un epílogo para futuros, Los Hórreos, Oviedo, 1989. ISBN 84-87056-01-6
- La estética del rey Midas: arte, sociedad, poder, Península, Barcelona, 1992. ISBN 84-297-3555-0
- Los límites del individualismo. Nóesis, Madrid, [1998]. ISBN 84-87462-46-4
- Diálogu de Pumarín y otros trabayos de razón local, Trabe, Oviedo, 1999. ISBN 84-8053-080-4
- Falsas esperanzas y otros ensayos para el tercer milenio, Alfons el Magnánim, Valencia, 2001. ISBN 84-7822-337-1
- Estética de la confianza, Herder, Barcelona, 2006. ISBN 9788425424564
- Conducir a una diosa, Bellaterra, Barcelona, 2016. ISBN 978-84-7290-765-2

### Edición literaria
- Humanismo integral, Manuel Granell; prólogo de Lluis X. Álvarez. Noega, Gijón, 1983. ISBN 84-86015-23-5
- Filosofía, política, religión: más allá del “pensamiento débil”, Gianni Vattimo; con estudios de Modesto Berciano y Cesáreo Villoria; y textos de Roberto Salizzoni; introducción y notas de Lluis Álvarez. Nobel, Oviedo, 1996. ISBN 84-87531-65-2.